# Perša Liha 2014-2015
La Perša Liha 2014-2015 è stata la 24ª edizione della seconda serie del campionato ucraino di calcio. La stagione è iniziata il 26 luglio 2014 ed è terminata il 3 giugno 2015.

## Stagione

### Novità
Al termine della passata stagione, è salito in Prem"jer-liha l'Olimpik Donec'k. Sono retrocesse in Druha Liha Avanhard Kramators'k e Mykolaïv. Sono salite dalla Druha Liha Hirnyk-Sport, Stal' Dniprodzeržyns'k, Ternopil' e Hirnyk Kryvyj Rih.
Dalla Prem"jer-liha 2013-2014 sono retrocesse Tavrija e Arsenal Kiev.
Successivamente, a seguito della Guerra del Donbass e dell'annessione della Crimea alla Russia, il Tytan Armjans'k e il Tavrija sono state estromesse dal campionato ucraino. Questo ha portato alla riammissione del Mykolaïv e dell'Avanhard Kramators'k. Quest'ultima, essendo una squadra della regione del Donbass (contesa tra Russia e Ucraina) è stata temporaneamente sospesa da tutte le competizioni ucraine.
L'Arsenal Kiev, complice il fallimento societario, non si è iscritto a questa edizione del torneo. L'UkrAhroKom si è fuso con l'Oleksandrija.

### Formula
Le sedici squadre si affrontano due volte, per un totale di trenta giornate. La prime due classificate vengono promosse in Prem"jer-liha.
Le ultime due classificate retrocedono in Druha Liha. La terzultima, invece, disputa uno spareggio promozione-retrocessione con la terza classificata della Druha Liha.

## Classifica finale
|  | Pos. | Squadra                | Pt | G  | V  | N  | P  | GF | GS | DR  |
|  | ---- | ---------------------- | -- | -- | -- | -- | -- | -- | -- | --- |
|  | 1.   | Oleksandrija           | 72 | 30 | 22 | 6  | 2  | 53 | 15 | +37 |
|  | 2.   | Stal' Dniprodzeržyns'k | 60 | 30 | 17 | 9  | 4  | 45 | 21 | +24 |
|  | 3.   | Hirnyk-Sport           | 57 | 30 | 16 | 9  | 5  | 44 | 24 | +20 |
|  | 4.   | Zirka                  | 49 | 30 | 14 | 7  | 9  | 42 | 27 | +15 |
|  | 5.   | Desna Černihiv         | 47 | 30 | 12 | 11 | 7  | 44 | 27 | +17 |
|  | 6.   | Dinamo-2 Kiev          | 44 | 30 | 12 | 8  | 10 | 35 | 29 | +6  |
|  | 7.   | Helios Charkiv         | 44 | 30 | 12 | 8  | 10 | 30 | 25 | +5  |
|  | 8.   | Sumy                   | 43 | 30 | 12 | 7  | 11 | 35 | 41 | -6  |
|  | 9.   | Hirnyk Kryvyj Rih      | 42 | 30 | 10 | 12 | 8  | 32 | 26 | +6  |
|  | 10.  | Poltava                | 42 | 30 | 11 | 9  | 10 | 29 | 27 | +2  |
|  | 11.  | Ternopil'              | 41 | 30 | 11 | 8  | 11 | 33 | 49 | -16 |
|  | 12.  | Naftovyk-Ukrnafta      | 40 | 30 | 10 | 10 | 10 | 32 | 34 | -2  |
|  | 13.  | Nyva Ternopil'         | 27 | 30 | 8  | 3  | 19 | 25 | 52 | -27 |
|  | 14.  | Mykolaïv               | 24 | 30 | 6  | 6  | 18 | 34 | 67 | -33 |
|  | 15.  | Stal' Alčevs'k         | 15 | 30 | 5  | 0  | 25 | 16 | 28 | -12 |
|  | 16.  | Bukovyna Černivci      | 15 | 30 | 4  | 3  | 23 | 24 | 61 | -37 |

Legenda:
      Promossa in Prem'er-Liha 2015-2016
 Ammessa allo spareggio promozione-retrocessione
      Esclusa a campionato in corso.
      Retrocessa in Druha Liha 2015-2016
Note:
Tre punti a vittoria, uno a pareggio, zero a sconfitta.

## Spareggio promozione-retrocessione
|                   | Risultati |                   | Luogo e data              |
| ----------------- | --------- | ----------------- | ------------------------- |
| Mykolaïv          | 0 - 0     | Kremin' Kremenčuk | Mykolaïv, 7 giugno 2015   |
| Kremin' Kremenčuk | 0 - 1     | Mykolaïv          | Kremenčuk, 11 giugno 2015 |